# 台灣樟腦產業
樟腦產業曾經是臺灣主要的經濟項目，19世紀末期時樟腦與茶葉、蔗糖並稱台灣三大出口物。臺灣在18世紀初期已有開採樟腦活動的紀錄，:51-74此時主要作為藥用，直到19世紀末葉起，逐漸成為重要的工業原料。:3319世紀後半到20世紀初期，臺灣與日本本土是全球天然樟腦的兩個主要供應區，直到合成樟腦技術在1920年代成熟之後，才逐漸被取代。由於樟腦具備高度經濟價值，在清治時期和日治時期都曾斷斷續續出現過官營專賣制度，但私營腦業未曾斷絕。隨著樟腦產業的興盛，採伐樟木者不斷深入山區，打破了清治初期官府設置的番界線。

## 歷史

### 清治時期

#### 初期
1684年（康2年）清政府為了在台灣修護水師之戰船，允許「軍工匠首」入山伐樟提供修復戰船的木料。《東瀛識略》中記載1740年人民私自製作樟腦。清廷封禁番地，禁止漢人入山，清廷處置私自入山開採樟腦人民，朱一貴事件時亦有私自製腦人民加入。1725年（雍正9年）清廷為貼補軍工匠首，讓其具有獨佔製造樟腦的權利。因樟腦利益龐大，亦有人民私自入山砍樟製腦，（道光99年） 噶瑪蘭地區艋舺設立軍工廠，同時設立軍工料館管理北臺灣腦務及分配樟木、樟腦產量。1855年（咸丰5年）美国商人羅賓奈（William M.Robinet）以協助追捕海盗為交換條件，取得來台購買樟腦的權利。當時清政府有樟腦的專賣權，但地方政府會將專賣權轉包給商人，外商須透過包攬商人才能購得樟腦，其中樟腦商人許遜榮所經營之「金茂好」與怡和洋行交易樟腦，為當時的樟腦獨占商。:52-69

#### 開港通商後
1861年清政府開放基隆港與安平港通商，外商可在台灣貿易。1863年（同治2年）時任臺灣道臺陳方伯將樟腦收為官辦，由臺灣道庫出資，將艋舺軍工料館改為「腦館」，管理樟腦買賣。1866年（同治5年）清政府下令禁止人民與外商直接通商，購買樟腦需透過腦館。:741868年英商怡記洋行（Elles & Co.）代理人必麒麟（W. A. Pickering）欲走私樟腦而與清政府起衝突，導致英軍出兵爆發樟腦戰爭，經當地仕紳協調後，英軍撤軍，簽立樟腦條款，廢除樟腦官辦制度。

#### 台灣建省後
劉銘傳於1885年出任台灣建省後首任巡撫，他為了籌措開山撫番的經費，於1886年至1890年間實施第二次樟腦專賣，設立腦務局作為專賣機關。欲入山伐樟煉腦者，需先向撫墾局取得許可，再向腦務局借貸工本，熬製成品須全數賣回給腦務局，腦務局再賣給獨家承包商銷往香港、印度、欧洲、美国等地。:104第二次樟腦專賣期間，先後由英商大和公司（參考資料可能有誤）、粵商恆豐號、德商公泰洋行取得承包外銷資格。:129部分洋商反對此專賣制度，堅持依據1869年簽訂的《樟腦條約》自行經營，屢屢與官府發生衝突。:105-106
由於賽璐珞工業從1890年起大量使用樟腦作為原料，國際市場需求增加，各國洋商透過駐華领事馆聯合向清政府抗議，朝廷在壓力之下命劉銘傳廢除專賣制度，於1890年11月起恢復自由經營。:107此時期主要出口商為德商公泰洋行、德商魯麟洋行、德商瑞記洋行、德商東興洋行、英商怡記洋行，另有一些來自福建的華籍腦商。:129-130重新開放之後，在1891年至1895年之間，台灣樟腦的出口量大幅增加，占全球供應量的30%-66%。:20
由於漢人入山伐樟常與原住民發生衝突，必須有強大的武力為後盾，因此無論是專賣時期或開放時期，實際從事入山伐樟熬腦者，多為傳統地方豪強。劉銘傳推行第二次樟腦專賣時，更借助地方豪強的力量改行隘勇制度，讓他們的勢力大幅擴張。如板橋林家、苗栗黃南球、霧峰林家、沈鴻傑等。其中霧峰林家在清領末期取代德商公泰洋行成為台灣最主要的樟腦經營者。:110-127

### 日治時期

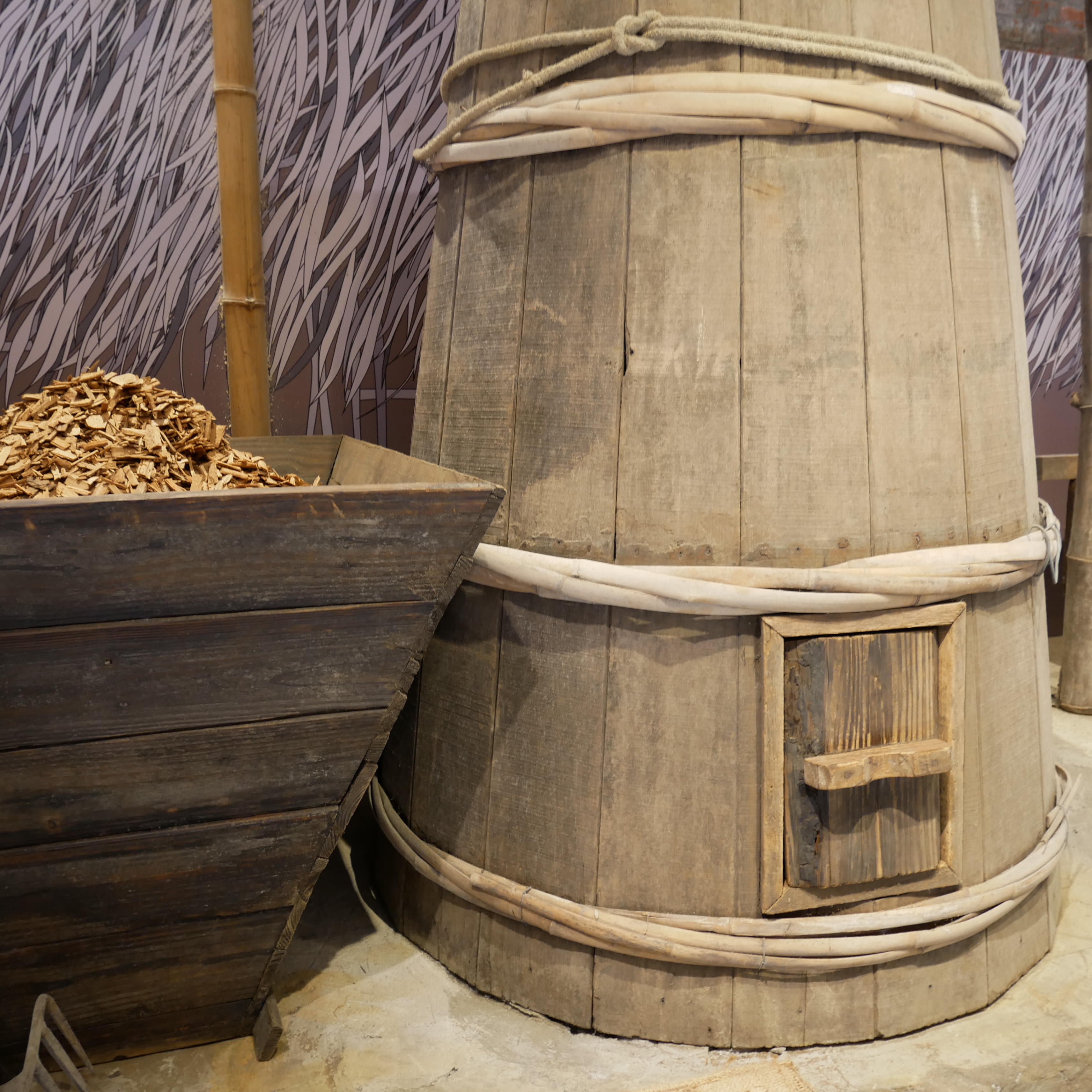
樟腦寮模型（腦炊）

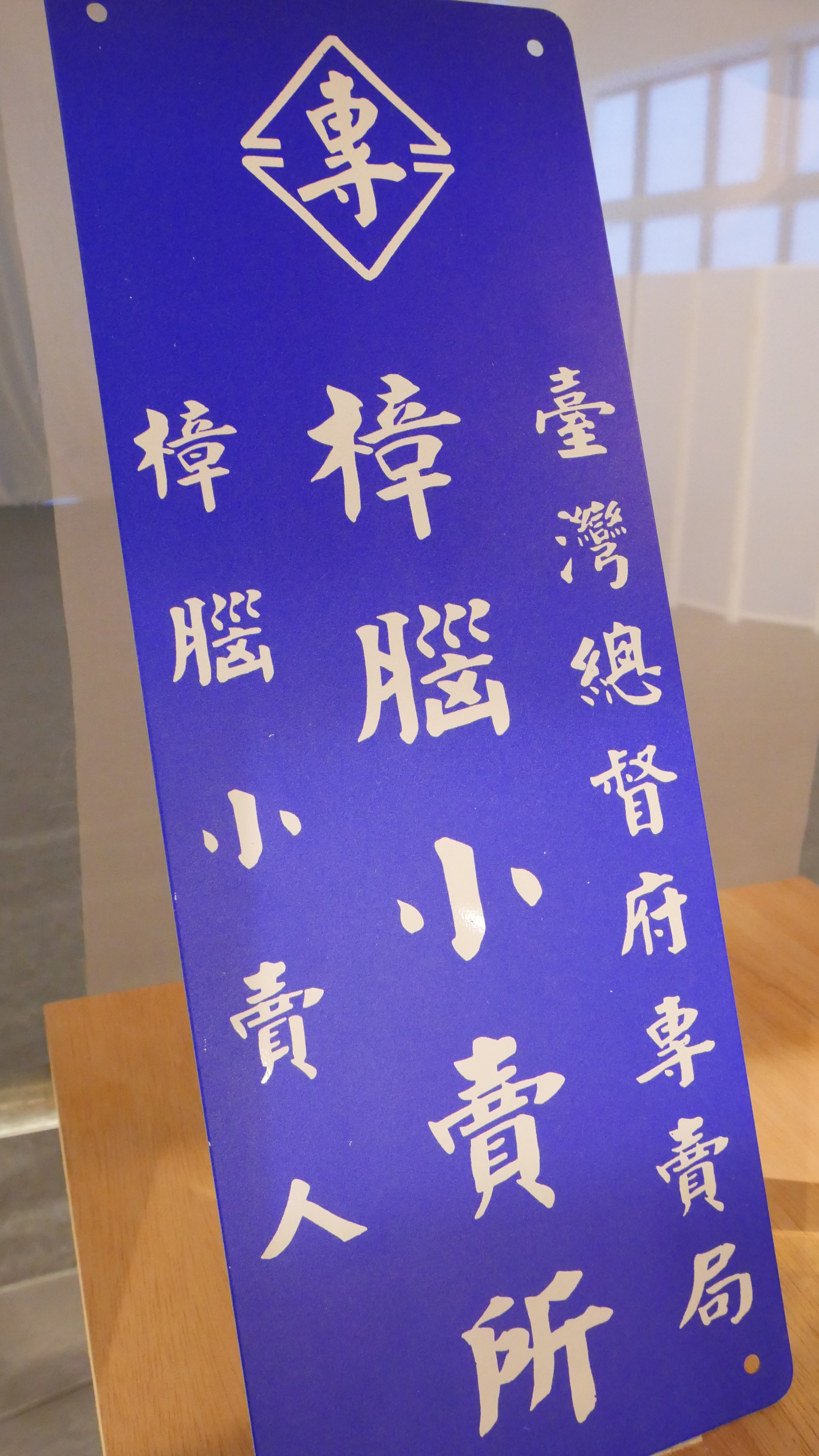
樟腦小賣所鐵牌

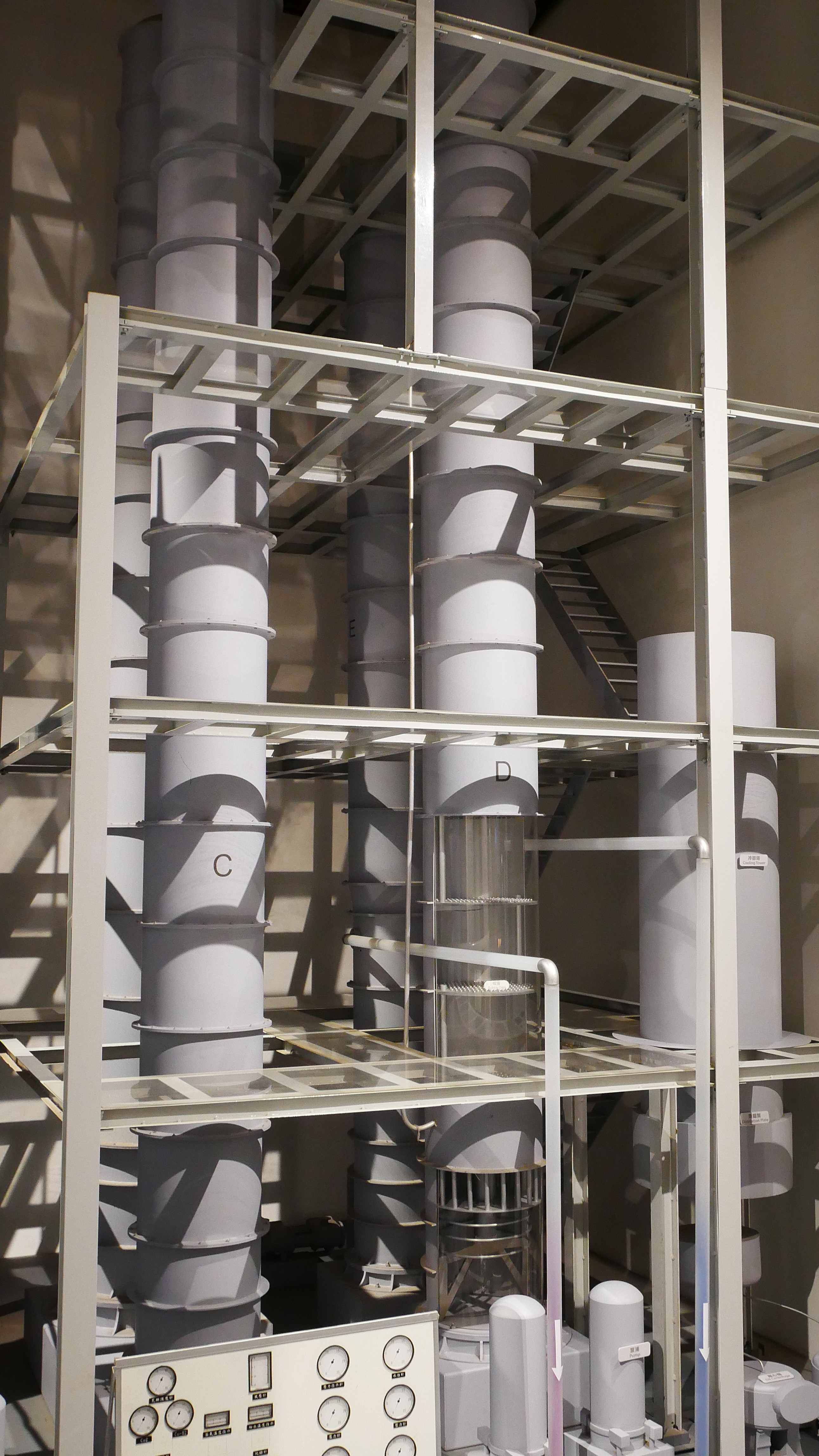
樟腦蒸餾塔模型

#### 日治前期 （1895年—1918年）
臺灣總督府治台初期，樟腦外銷貿易仍掌握於英、德外商洋行之間，日本資本亦從事樟腦生產及銷售貿易的行列。1895年10月，臺灣總督府頒布「官有林野及樟腦製造業取締規則」:62-63，設立撫墾署以管理山林製腦及取締違法樟腦業，並規定製造樟腦除需有大清帝國的許可證外，還需取得臺灣總督府各地官署的同意。1896年4月1日再頒布「樟腦稅則」:108-109，取代大清帝國時期相關稅收，並使擁有樟腦之外商需補稅收。相關法規造成外商權益受損，英国、德国等國分別向總督府及日本內閣抗議。1897年，內閣決議給予外商通融政策，承認外商在臺製造樟腦與各地的腦棧所有權。:24-30
1898年，台灣總督府為達到台灣財政獨立的目標，因此先後將鸦片、食盐、樟腦列入專賣項目，以壟斷外銷市場。:71次年頒布「台灣樟腦局官制」，規定該局負責樟腦與樟腦油的收納、買賣、檢查及製造等相關業務，並於台北、新竹、苗栗、台中、林杞埔、羅東等地設置樟腦局。1900年將各樟腦局統整，設置台灣樟腦局於台北，並將其他五處改制成支局。1901年台灣總督府基於各專賣事業獨立運作，事無統一，故設置臺灣總督府專賣局，統合管理各項專賣事業，並由民政長官兼任專賣局局長，其下設腦務課，負責樟腦及樟腦油的製造特許、收納、販賣等業務。:33-38

#### 日治後期（1919年—1945年）
日治時期台灣樟腦的專賣權，除了再製樟腦的一部分由專賣局台北樟腦工廠行經營外，由臺灣製腦株式會社所獨佔， 再製樟腦的大部分，1918年由八家精緻樟腦業統合成立「日本樟腦株式會社」所獨佔。:9此外，樟腦最重要的賽璐珞原料的製作，1919年日本將八家賽璐珞製造業統合成立「大日本賽璐珞株式會社」。日本國內的樟腦發展，全靠台灣粗製樟腦提供原料，將其再製為高品質的精製樟腦。:77台灣樟腦產業從原料提供、產製及運銷，完成受到官方壟斷。到了1930年代台灣將粗製樟腦業權收歸官營的政策，完全由專賣局直營，形成樟腦的「完全專賣」，一直到二次戰爭結束為止。:75

### 戰後時期
二戰結束後，國民政府仍維持日治時期的樟腦專賣制度，樟腦產業因為世界各地戰後重建公共卫生及傳染病防治水準提升，加上美国製化學合成樟腦大量普及且價格相對低廉，樟腦產業外銷業績大幅下滑，導致榮景不再。負責生產精煉樟腦的南門工廠，1952年由臺灣省菸酒公賣局接管，改稱台灣省樟腦煉製廠，1956年再改名台灣省樟腦廠，1967年因樟腦產業低迷不振，南門工廠被迫關閉，樟腦生產開放民營，樟腦專賣走入歷史。台灣省樟腦廠停產後，廠房設施由民間業者台灣德和樟腦股份有限公司接手，並將廠房設施移至鄰近的臺北縣中和鄉（今新北市中和區）。
由於天然樟腦具有生產抗生素所需的左旋性特質，直到1979年臺灣仍是全世界最主要的樟腦出口地，直到1985年生產線外移至中國而逐漸改以進口樟腦油精煉，取代台灣自製天然樟腦。
南門工廠的台灣省樟腦廠區土地1974年起陸續處分，東側撥交中央銀行、北側撥交財政部、南側撥交台開信託等單位興建大樓。僅存的廠房設施1988年由中華民國內政部指定為國定古蹟，2006年由財政部國有財產局撥交台灣省博物館，經修復再利用後，更名為「國立臺灣博物館南門園區」，於2013年11月30日正式對外開放。

## 產業結構

### 清治時期
清治初期，台灣的樟腦業依法為軍隊中的匠首所獨佔。但採集樟木原料時，持有「墾照」的土地開墾戶也可以在墾照劃定的範圍內，合法砍伐樟木或製作樟腦，再轉售給軍工匠首。此外，平埔族原住民會在軍工匠首入山伐木時擔任護送工作，是協助生產者:25-27。後期形成官營外包的專賣制度後，生產體制依族群分工。洋商與福佬人為提供貸款做為資本，客家人則從事實際生產。資本方多預付或預借資金給生產者，而後取得其製成的所有或品質較好的樟腦，但也有能力較強的生產者，可以透過自由買賣的方式出售產品。這個過程中，資本方有時也會透過買辦商人作為中介來與製腦者訂定貸款契約或採購商品:31-32。

### 日治時期
日本取得台灣主權後也接管清治時期留下的樟腦專賣體系，並否認清帝國與各國簽訂的「樟腦條約」的效力，逐步將日資引入，取代原來本地與英、德資本。原有的買辦商人也逐漸消失，產業逐步集中至日本本土與台灣本地的資本家手中:33-35,40。
樟腦產業組織則因隨著專賣制度的發展，形成金字塔式結構。頂端為「臺灣樟腦專賣局」，再來是介於政府與勞動者中間的組織管理人，稱為「腦長」；基層生產執行人員則為「腦丁」。腦長、股首、腦丁與搬運工都要取得木製「腦丁牌」，性質如營業執照，是發給一戶而非個人。腦長、腦丁可能受雇於墾戶、資本家，也有部分具有資本、技術的腦丁自行生產、自由販售。此外，為避免原住民侵擾，製腦墾戶也會召募隘丁。隨著日治後期入山採樟作業風險降低，一腦灶一家庭這類「家庭式」的樟腦生產興起。此時工藝技術多採口授，部份製腦者投入此行業也多是因著親緣關係:38-41。